# صحرا ميان بالا
صحرا ميان بالا هي قرية في مقاطعة مباركة، إيران. يقدر عدد سكانها بـ 0 نسمة بحسب إحصاء 2016.